# Форлан, Пабло
Па́бло Ху́сто Форла́н Лама́рке (исп. Pablo Justo Forlán Lamarque; род. 14 июля 1945[…], Мерседес) — уругвайский футболист, полузащитник, выступавший в 1960-х — 1970-х годах. Игрок сборной Уругвая, участник двух чемпионатов мира (1966, 1974).

## Биография
В составе «Пеньяроля» Пабло Хусто Форлан выиграл Кубка Либертадорес и Межконтинентального кубка в 1966 году, четырежды выигрывал чемпионат Уругвая. Он действовал на позиции правого крайнего полузащитника, отличался большой выносливостью и желанием вести борьбу до конца, за что его уважали в прессе и среди болельщиков.
Пабло Форлан принадлежал к звёздному поколению уругвайских футболистов 1960-х годов — победителей чемпионата Южной Америки 1967 года, которые стабильно выступали на чемпионатах мира (Ладислао Мазуркевич, Педро Роча, Хулио Сесар Аббади, Тито Гонсальвес, Хуан Хойя), а в 1970 году дошли до полуфинала Мундиаля. Однако сам Пабло Форлан пропустил этот чемпионат мира.
В 1970 году Пабло Форлан вместе с Педро Рочей перешёл в «Сан-Паулу», где оба стали культовыми игроками. Они провели в составе «Трёхцветных Паулистас» шесть и семь лет соответственно, что с легионерами в чемпионате Бразилии случается крайне редко. Вместе с «Сан-Паулу» Пабло выиграл три чемпионата штата Сан-Паулу.
В 1977 году Форлан выступал за «Крузейро», затем один сезон провёл в «Насьонале», клубе-злейшем антагонисте родного «Пеньяроля», а последние годы карьеры футболиста провёл в «Дефенсоре», с которым дважды выигрывал Лигилью и пробивался в розыгрыши Кубка Либертадорес.
В начале 1980-х годов уже завершивший карьеру игрока Пабло Форлан вернулся в Бразилию, где работал с молодёжными командами «Сан-Паулу». В 1990 году возглавил основной состав «Сан-Паулу». Под его руководством в основе «Сан-Паулу» закрепились Кафу и Антонио Карлос Заго. Также по его инициативе в команду пришли такие сильные футболисты, как Леонардо и Диего Агирре.
Пабло — отец Диего Форлана, лучшего футболиста чемпионата мира 2010 года, рекордсмена сборной Уругвая по числу проведённых матчей и забитых голов. Также у Пабло есть сын — Пабло-младший, и дочери Алехандра (основательница Фонда помощи пострадавшим в автокатастрофах) и Адриана. Двоюродный брат Пабло, Ричард Форлан, также был профессиональным футболистом, наиболее известен по выступлениям в «Монтевидео Уондерерс», в 1974—1975 годах выступал за сборную Уругвая.

## Титулы
- Чемпион Уругвая (4): 1964, 1965, 1967, 1968
- Чемпион штата Сан-Паулу (3): 1970, 1971, 1975
- Победитель Лигильи Уругвая (2): 1979, 1981
- Обладатель Кубка Либертадорес (1): 1966
- Обладатель Межконтинентального кубка (1): 1966
- Обладатель Суперкубка межконтинентальных чемпионов 1969